# Cyborg 2
Cyborg 2 (Brasil: Cyborg 2 ) é um filme estadunidense, do ano de 1993, dos gêneros ficção científica, ação e aventura, dirigido por Michael Schroeder. Angelina Jolie declarou que não gostou do filme.

## Enredo
No futuro, um humano acaba se apaixonando por uma linda androide que tem os seus dias contados. Ao serem perseguidos por caçadores de recompensas, os dois se escondem no perigoso subterrâneo da cidade.

## Elenco
- Elias Koteas.......Colson 'Colt' Ricks
- Angelina Jolie.......Casella 'Cash' Reese
- Jack Palance.......Mercy
- Billy Drago.......Danny Bench
- Karen Sheperd.......Chen
- Allen Garfield.......Martin Dunn
- Ric Young.......Bobby Lin
- Renee Allman.......Dreena
- Sven-Ole Thorsen.......Porteiro
- Tracey Walter.......Wild Card
- Jim Youngs.......Pinwheel Exec #1
- Robert Dryer.......Pinwheel Exec #2
- Linus Huffman.......Capitão Choy Fook
- Rick Hill.......Líder do esquadrão
- Elizabeth Sung.......Quiromante
- Matt Demeritt.......Homem no bueiro
- Alain Silver.......Cirurgião
- Galen Yuen.......Servente